# Irmela Mensah-Schramm
Irmela Mensah-Schramm, née en 1945 à Stuttgart, anciennement éducatrice spécialisée, est une militante pour la défense des droits de l'homme. Mensah-Schramm devint célèbre à partir de 1986 lorsqu'elle commença son action politique consistant à photographier, retirer puis archiver tous les autocollants et graffitis racistes et antisémites aperçus dans les rues de son pays.

## Biographie
De 1969 à 2006, Mensah-Schramm travaille en tant qu’institutrice et éducatrice spécialisée. En 1975, elle soutient le Conseil des Réfugiés au sein d’Amnesty International.  En 1981, elle devient membre de Alternativen Liste für Demokratie und Umweltschutz – « la Liste Alternative pour la Démocratie et l’Environnement », l'ancien Parti des Verts de Berlin. Suite à Die Wende - « le Tournant », - expression désignant le processus historique de la réunification allemande -, elle étend son travail au reste du pays. 
Mensah-Schramm passe en moyenne entre 20 et 40 heures par semaine à faire disparaitre les messages racistes de l’espace public. C'est à travers plus de 450 expositions sur le thème de la lutte contre la haine qu’elle présente son travail auprès des citoyens. Sa large collection d’auto-collants retirés (près de 80 000 ces dix dernières années) a constitué une grande partie de l’exposition de 2016 Angezettelt. Antisemitische und rassistische Aufkleber von 1880 bis heute - « Sur le mur. Auto-collants antisémites et racistes de 1880 à nos jours » du Musée de l’Histoire allemande de Berlin. Une salle entière de l’exposition était dédiée au portrait et au travail de Mensah-Schramm. Elle utilise également ses photographies pour illustrer son action politique lors des ateliers de sensibilisation qu’elle donne de façon bénévole dans les écoles allemandes. 
Mais son action n'est pas sans risque. Elle reçoit fréquemment des insultes et menaces de mort, quand elle n’est pas victime d’attaques directes.  Elle fut attaquée par un agent de sécurité des transports en commun berlinois alors qu'elle peignait sur un graffiti disant « gazer les turcs ». L'agresseur la fit tomber la tête en arrière ce qui lui causa un traumatisme cranien. Le gardien porta plainte pour violation de domicile, dégradation de matériel, et dommages corporels. Mensah-Schramm porta également plainte contre lui pour coups et blessures et les deux procès furent engagés.
En dépit de ces dangers et bien qu’âgée de 80 ans, elle ne sort jamais sans son matériel : son appareil photo, une brosse, des pinceaux, du dissolvant et sa bombe de peinture rose.

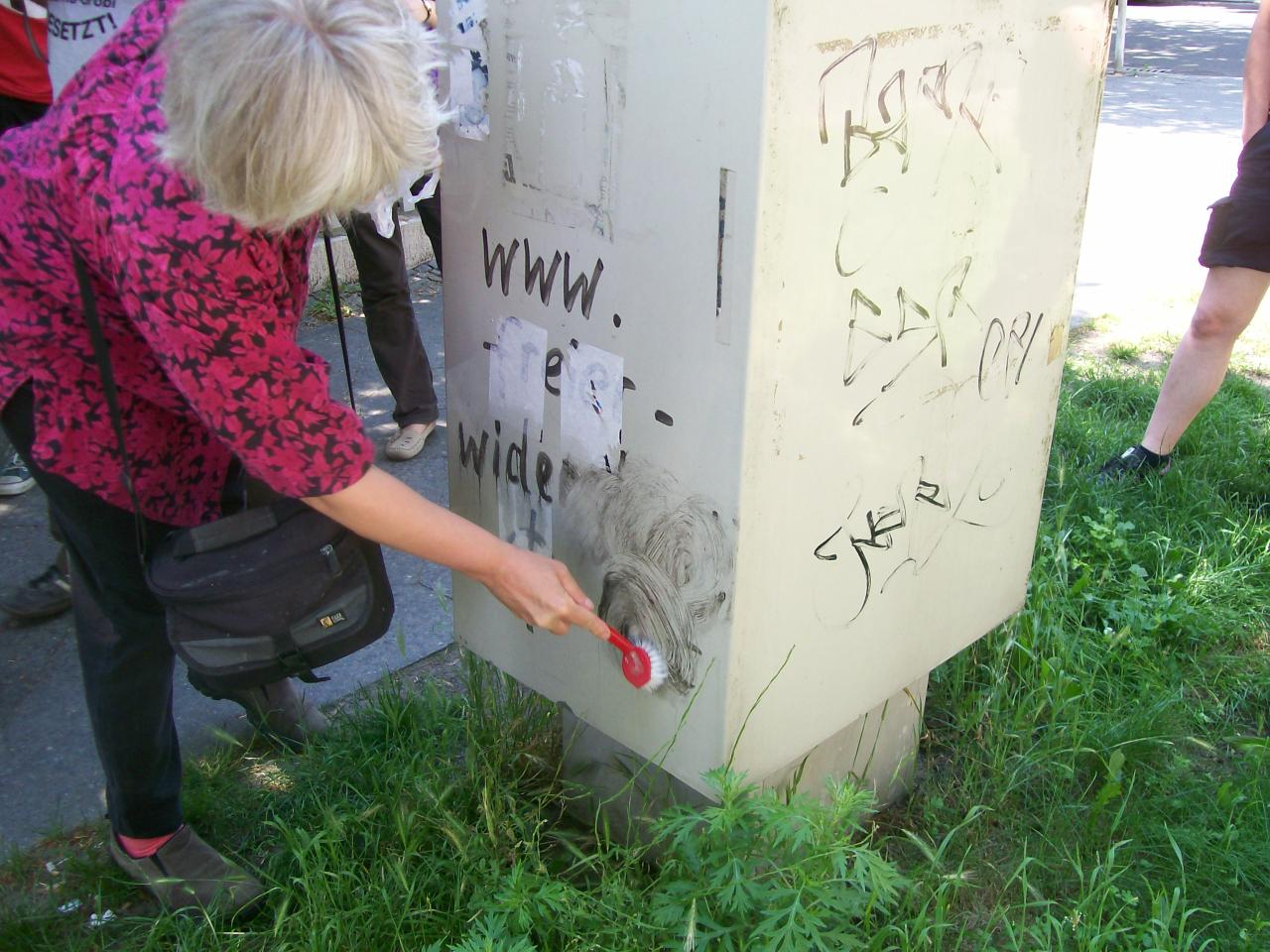
Irmela Mensah Schramm gomme la propagande néonazie à Berlin-Frohnau

Le compositeur Gerhard Schöne lui rend hommage dans sa chanson Die couragierte Frau – « La femme courageuse ». 

## Merke! Hass weg- «Prends note! Dehors, la haine»
En mai 2016, Mensah-Schramm repeint la phrase Merkel muss weg - « Merkel doit partir » en Merke! Hass weg - « Prends note ! Dehors, la haine ». Ce grafiti se trouvait dans un tunnel piéton du quartier Zehlendorf, à Berlin. Les habitants ont alerté la police. Mensah-Schramm a justifié son action en disant que cette phrase lui semblait provenir du mouvement Pegida, dont la principale mission consiste à attiser la haine. Au début du mois d’octobre 2016, un tribunal berlinois engagea une procédure pénale contre elle pour dégradation: elle est alors condamnée à une amende de 1 800 euros avec sursis. 
En 2017, l’association Erinnern und Verantwortung – « Souviens-toi, agis et réponds ! » lance une pétition en soutien à Mensah-Schramm.

## Prix
- 1996 : elle reçoit la médaille fédérale du mérite. Elle la rend en 2000, après avoir appris que la croix fédérale du mérite avait été remise à Heinz Eckhoff, actuellement membre du CDU et ancien membre du NPD et SS sous le Troisième Reich ;
- 2005 : prix Erich-Kästner pour son courage civique[6] ;
- 2006 : prix « Actif pour la démocratie et la tolérance » de la part du gouvernement allemand ;
- 2015 : prix de la Paix Göttinger[11] ;
- 2016 : prix Silvio-Meier[12].